# Bajram Curri
Bajram Curri (16. ledna 1862 Đakovica – 29. března 1925 Okres Tropojë) byl albánský nacionalista původem z Kosova.
V roce 1912 úspěšně bojoval proti Osmanské říši, jejíž součástí tehdy byla i Albánie.
Po první světové válce se v obnovené Albánii stal ministrem a velitelem armády. Po rozepřích s tehdejším prezidentem a pozdějším králem Ahmetem Zogu byl vládními jednotkami obklíčen v severoalbánských horách a aby nepadl do zajetí, tak se 29. března 1925 zastřelil.
Na místě, kde zemřel, dnes stojí město Bajram Curri, pojmenované na jeho počest.